# Susan Powell (Miss America)
Susan Carol Powell, née le 24 mars 1959 à Elk City, en Oklahoma, aux États-Unis, est une actrice, une chanteuse et une personnalité de la télévision américaine. Elle est couronnée Miss Oklahoma (en) 1980, puis Miss America 1981.

## Source de la traduction
- (en) Cet article est partiellement ou en totalité issu de l’article de Wikipédia en anglais intitulé « Susan Powell (Miss America) » (voir la liste des auteurs).